# Radical 105
El radical 105, representado por el carácter Han 癶, es uno de los 214 radicales del diccionario de Kangxi. En mandarín estándar es llamado 癶部, (bō　bù); en japonés es llamado 癶部, はつぶ (hatsubu), y en coreano 발 (bal). Este radical es llamado «radical “paso”», «radical “piernas”» (no confundir con el radical 10, llamado de la misma forma) o «radical “tienda punteada”» en los textos occidentales.
El carácter 癶　es un ideograma que representa un par de pies apuntando hacia fuera. Los caracteres clasificados bajo este radical suelen tener significados relacionados con acciones realizadas con los pies, por ejemplo: 発, «partir»; 登, «ascender». El radical 105 aparece siempre en la parte superior de los caracteres que clasifica.

## Nombres populares
- Mandarín estándar: 癶, bō.
- Coreano: 필발머리부, pil bal meori bu, «parte superior de 発».
- Japonés:　発頭（はつがしら）, hatsugashira, «parte superior de “partir” (発)».
- En occidente: radical «paso», radical «piernas», radical «tienda punteada».

## Galería
| Estilos antiguos                                 | Estilos antiguos                  | Estilos antiguos                        | Estilos antiguos                   | Estilos antiguos                   | Estilos empleados actualmente       | Estilos empleados actualmente  | Estilos empleados actualmente    | Estilos empleados actualmente   | Estilos empleados actualmente  |
|                                                  |                                   |                                         |                                    |                                    |                                     | 癶                             |                                  |                                 |                                |
| 甲骨文 jiǎgǔwén (escritura de huesos oraculares) | 金文 jīnwén (escritura de bronce) | 简帛 jiǎnbó (escritura de bambú y seda) | 篆文 zhuànwén (escritura de sello) | 篆文 zhuànwén (escritura de sello) | 隸書 lìshū (estilo de los escribas) | 楷書 kǎishū (estilo regular)   | 楷書 kǎishū (estilo regular)     | 行書 xǐngshū (estilo corriente) | 草書 cǎoshū (estilo de hierba) |
| 甲骨文 jiǎgǔwén (escritura de huesos oraculares) | 金文 jīnwén (escritura de bronce) | 简帛 jiǎnbó (escritura de bambú y seda) | 大篆 dàzhuàn (sello grande)        | 小篆 xiǎozhuàn (sello pequeño)     | 隸書 lìshū (estilo de los escribas) | 繁體／繁体 fántǐ (tradicional) | 简体／簡體 jiǎntǐ (simplificado) | 行書 xǐngshū (estilo corriente) | 草書 cǎoshū (estilo de hierba) |

## Caracteres con el radical 105

| trazos | carácter |
| ------ | -------- |
| + 0    | 癶       |
| + 3    | 癷       |
| + 4    | 癸 癹 発 |
| + 7    | 登 發    |